# Nikica Jelavić
Nikica Jelavić (* 27. srpna 1985, Čapljina, SR Bosna a Hercegovina, SFR Jugoslávie) je bývalý chorvatský fotbalový útočník a reprezentant, který ukončil kariéru v NK Lokomotiva Zagreb v březnu 2021. Jelavić se narodil na území Bosny a patří k místní menšině bosenských Chorvatů.

## Klubová kariéra
- NK GOŠK Gabela (mládež)
- NK Neretva (mládež)
- HNK Hajduk Split 2002–2007
- SV Zulte Waregem 2007–2008
- SK Rapid Wien 2008–2010
- Rangers FC 2010–2012
- Everton FC 2012–2013
- Hull City AFC 2014–2015
- West Ham United FC 2015–2016
- Peking Žen-che 2016–2017
- Kuej-čou Cheng-feng Č’-čcheng 2017–2020
- NK Lokomotiva Zagreb 2020–2021

## Reprezentační kariéra
Jelavić nastupoval v chorvatských mládežnických reprezentacích U17 a U18.
V A-týmu Chorvatska debutoval 8. 10. 2010 v přátelském zápase proti reprezentaci Kataru (výhra 3:2). Celkově za chorvatský národní výběr odehrál 36 zápasů a vstřelil v něm 6 branek. Zúčastnil se EURA 2012 v Polsku a na Ukrajině, a MS 2014 v Brazílii.